# MTV Europe Music Awards 2018
De 2018 MTV EMAs (vooral bekend als MTV Europe Music Awards) werd in 2018 gehouden in de Bizkaia Arena (Bilbao Exhibition Centre) in Barakaldo, vlak bij Bilbao, Baskenland, Spanje op 4 november 2018. Dit jaar presenteerde Hailee Steinfeld de show. Het was de derde keer dat Spanje de show organiseerde.
Camila Cabello was 6 keer genomineerd voor de EMA, gevolgd door Ariana Grande en Post Malone, die beiden 5 keer genomineerd waren. Camila Cabello won vier awards, en werd daarbij de winnende artiest van de avond.
In compromis met de EMAs, een evenement genaamd de MTV Music Week werd georganiseerd, welke van 29 oktober tot 3 november werd gehouden op verschillende locaties verspreid over de provincie Biskaje. Het grootste concert werd op 3 november in het San Mamésstadion gehouden, waarbij optredens van Muse en Crystal Fighters uitblonken.

## Optredens

### Pre show
| Artist(s)   | Song(s)   |
| Pre-show    | Pre-show  |
| ----------- | --------- |
| Sofía Reyes | "1, 2, 3" |

### Main Show
| Artiest                   | Featuring              | Liedje                                                            |
| ------------------------- | ---------------------- | ----------------------------------------------------------------- |
| Nicki Minaj Little Mix    | Nicki Minaj Little Mix | "Good Form" "Woman Like Me"                                       |
| Panic! at the Disco       | Panic! at the Disco    | "High Hopes"                                                      |
| Rosalía                   | Rosalía                | "De Aquí No Sales" "Malamente"                                    |
| Hailee Steinfeld          | Hailee Steinfeld       | "Back to Life"                                                    |
| Muse                      | Muse                   | "Pressure" (Gefilmd in San Mamés)                                 |
| Janet Jackson             | Janet Jackson          | "Made for Now" (bevat gedeelten "Rhythm Nation" en "All for You") |
| Bebe Rexha                | Bebe Rexha             | "I'm a Mess"                                                      |
| Halsey                    | Halsey                 | "Without Me"                                                      |
| Jason Derulo David Guetta | Nicki Minaj            | "Goodbye"                                                         |
| Alessia Cara              | Alessia Cara           | "Trust My Lonely"                                                 |
| Jack & Jack               | Jack & Jack            | "No One Compares to You" "Rise"                                   |
| Marshmello                | Anne-Marie Bastille    | "Friends" "Happier"                                               |

## Verschenen Gasten
- Michael Peña en Diego Luna[9] — presenteerden Best Artist
- Dua Lipa — introduceerde Rosalía
- Debby Ryan[8] — presenteerde Best Song
- Lindsay Lohan[8] — presenteerde Best Electronic
- Terry Crews[7] — introduced Muse
- Ashlee Simpson en Evan Ross[8] — presenteerden Best Pop
- Jourdan Dunn en Terry Crews[7] — presenteerden Best Video
- Anitta en Sofía Reyes[7][8] — presenteerden Best Hip-Hop
- Camila Cabello en Jason Derulo — presenteerden Global Icon

## Winnaars en genomineerden
Winnaars zijn dikgedrukt

### Best Song
- Camila Cabello (featuring Young Thug) — "Havana"
  - Ariana Grande — "No Tears Left to Cry"
  - Bebe Rexha (featuring Florida Georgia Line) — "Meant to Be"
  - Drake – "God's Plan"
  - Post Malone (featuring 21 Savage) — "Rockstar"

### Best Video
- Camila Cabello (featuring Young Thug) — "Havana"
  - Ariana Grande — "No Tears Left to Cry"
  - Childish Gambino — "This Is America"
  - Lil Dicky (featuring Chris Brown) – "Freaky Friday"
  - The Carters — "APESHIT"

### Best Artist
- Camila Cabello
  - Ariana Grande
  - Drake
  - Dua Lipa
  - Post Malone

### Best New
- Cardi B
  - Anne-Marie
  - Bazzi
  - Hayley Kiyoko
  - Jessie Reyez

### Best Group[11]
- BTS
  - 5 Seconds of Summer
  - PrettyMuch

### Best Pop
- Dua Lipa
  - Ariana Grande
  - Camila Cabello
  - Hailee Steinfeld
  - Shawn Mendes

### Best Hip-Hop
- Nicki Minaj
  - Drake
  - Eminem
  - Migos
  - Travis Scott

### Best Rock
- 5 Seconds of Summer
  - Foo Fighters
  - Imagine Dragons
  - Muse
  - U2

### Best Alternative
- Panic! at the Disco
  - Fall Out Boy
  - The 1975
  - Thirty Seconds to Mars
  - Twenty One Pilots

### Best Electronic
- Marshmello
  - Calvin Harris
  - David Guetta
  - Martin Garrix
  - The Chainsmokers

### Best Live
- Shawn Mendes
  - Ed Sheeran
  - Muse
  - P!nk
  - The Carters

### Best Push
- Grace VanderWaal
  - PRETTYMUCH
  - Why Don't We
  - Bishop Briggs
  - Superorganism
  - Jessie Reyez
  - Hayley Kiyoko
  - Lil Xan
  - Sigrid
  - Chloe x Halle
  - Bazzi
  - Jorja Smith

### Best World Stage
- Alessia Cara
  - Clean Bandit
  - Charli XCX
  - David Guetta
  - Jason Derulo
  - Post Malone
  - Migos
  - J. Cole
  - Nick Jonas

### Best Look
- Nicki Minaj
  - Cardi B
  - Dua Lipa
  - Migos
  - Post Malone

### Biggest Fans
- BTS
  - Camila Cabello
  - Selena Gomez
  - Shawn Mendes
  - Taylor Swift

### Global Icon
- Janet Jackson[10]

### Generation Change[12]
- Sonita Alizadeh
- Hauwa Ojeifo
- Xiuhtezcatl "X" Martinez
- Mohamad Al Jounde
- Ellen Jones

## Regionale winnaars en genomineerden
Winnaars zijn dikgedrukt

### Europa

#### Best UK & Ireland Act (Verenigd Koninkrijk & Ierland)[13]
- Little Mix
  - Anne-Marie
  - George Ezra
  - Stormzy
  - Dua Lipa

#### Best Danish Act (Denemarken)[14]
- Scarlett Pleasure
  - Soleima
  - Skinz
  - Bro
  - Sivas

#### Best Finnish Act (Finland)
- JVG
  - SANNI
  - Evelina
  - Mikael Gabriel
  - Nikke Ankara

#### Best Norwegian Act (noorwegen)
- Alan Walker
  - Kygo
  - Astrid S
  - Sigrid
  - Tungevaag & Raaban

#### Best Swedish Act (Zweden)
- Avicii
  - Axwell Λ Ingrosso
  - Benjamin Ingrosso
  - Felix Sandman
  - First Aid Kit

#### Best German Act (Duitsland)
- Mike Singer
  - Bausa
  - Feine Sahne Fischfilet
  - Namika
  - Samy Deluxe

#### Best Dutch Act (Nederland)
- $hirak
  - Maan
  - Ronnie Flex
  - Naaz
  - Bizzey

#### Best Belgian Act (België)
- Dimitri Vegas & LIke Mike
  - Emma Bale
  - Angèle
  - Warhola
  - DVTCH NORRIS

#### Best Swiss Act (Zwitserland)
- Loco Escrito
  - Zibbz
  - Lo & Leduc
  - Hecht
  - Pronto

#### Best French Act (Frankrijk)
- BigFlo & Oli
  - Louane
  - Dadju]
  - Vianney
  - OrelSan

#### Best Italian Act (Italië)
- Annalisa
  - Ghali
  - Calcutta
  - Liberato
  - Shade

#### Best Spanish Act (Spanje)
- Viva Suecia
  - Belako
  - Brisa Fenoy
  - Love of Lesbian
  - Rosalía

#### Best Portuguese Act (Portugal)
- Diogo Piçarra
  - Bárbara Bandeira
  - Blaya
  - Carolina Deslandes
  - Bispo

#### Best Polish Act (Polen)
- Margaret
  - Brodka
  - Dawid Podsiadło
  - Natalia Nykiel
  - Taconafide

#### Best Russian Act (Rusland)
- Jah Khalib
  - Eldzhey
  - PHARAOH
  - Monetochka
  - WE

#### Best Hungarian Act (Hongarije)
- Follow The Flow
  - Margaret Island
  - Wellhello
  - Caramel
  - Halott Pénz

#### Best Israeli Act (Israël)
- Noa Kirel
  - Nadav Guedj
  - Anna Zak
  - Stephane Legar
  - Peled

### Afrika

#### Best African Act (Afrika)
- Tiwa Savage
  - Shekhinah
  - Nyashinski
  - Fally Ipupa
  - Davido
  - Distruction Boyz

### Azië

#### Best Indian Act (India)
- Big Ri and Meba Ofilia
  - Raja Kumari ft. Divine
  - Monica Dogra & Curtain Blue
  - Skyharbor
  - Nikhil

#### Best Japanese Act (Japan)
- Little Glee Monster
  - Daoko
  - Glim Spanky
  - Wednesday Campanella
  - Yahyel

#### Best Korean Act (Korea)
- Loona
  - Cosmic Girls
  - (G)I-dle
  - Golden Child
  - Pentagon

#### Best Southeast Asian Act (Zuidoost-Azië)
- Afgan
- Joe Flizzow
  - The Sam Willows
  - Slot Machine
  - Minh Hang
  - IV of Spades
  - Twopee Southside

#### Best Greater China Act (China)
- Loura Lou
  - Stringer Zhang
  - Silence Wang
  - LaLa Hsu
  - Alex To

### Australië & Nieuw-Zeeland

#### Best Australian Act (Australië)
- Tkay Maidza
  - Amy Shark
  - Dean Lewis
  - Peking Duk
  - The Rubens

#### Best New Zealand Act (Nieuw-Zeeland)
- Mitch James
  - Stan Walker
  - Kimbra
  - Robinson
  - Thomston

### Amerika

#### Best Brazilian Act (Brazilië)
- Anitta
  - Pabllo Vittar
  - Ludmilla
  - ALOK
  - IZA

#### Best Latin America North Act (Noord-Latijns Amerika)
- Ha*Ash
  - Mon Laferte
  - Sofía Reyes
  - Reik
  - Molotov

#### Best Latin America Central Act (Centraal-Latijns Amerika)
- Sebastián Yatra
  - J Balvin
  - Karol G
  - Maluma
  - Manuel Turizo

#### Best Latin America South Act (Zuid-Latijns Amerika)
- Lali
  - Duki
  - Los Auténticos Decadentes
  - Paulo Londra
  - TINI

#### Best Canadian Act (Canada)
- Shawn Mendes
  - Drake
  - The Weeknd
  - Alessia Cara
  - Arcade Fire

#### Best US Act (Verenigde Staten)
- Camila Cabello
  - Ariana Grande
  - Cardi B
  - Post Malone
  - Imagine Dragons